# Pont Radès-La Goulette
Le pont Radès-La Goulette est un pont à haubans extradossé enjambant le lac de Tunis, plus précisément le chenal ainsi que la voie rapide et la ligne du TGM reliant Tunis à La Goulette.
Plus grand pont de Tunisie, il est inauguré le 21 mars 2009 par le président Zine el-Abidine Ben Ali. Il remplace alors le service de bacs qui assurait jusque-là la traversée des véhicules.

## Construction
Les études concernant le projet durent de décembre 2000 à mai 2002. Lancés en août 2004, les travaux du pont à haubans, premier du genre en Tunisie et en Afrique, sont réalisés par des entreprises tunisiennes, japonaises (Taisei et Kajima), égyptiennes (Arab Contractors) et françaises (VSL pour les haubans), et bénéficient du concours de plusieurs bureaux d'études français (SITES SAS pour l'instrumentation et le monitoring) ; le maître d'œuvre est un groupement de bureaux d'études japonais et tunisiens. Le coût, estimé à 141 millions de dinars, est financé conjointement par la Tunisie et la JBIC.
L'ouvrage est ouvert à la circulation le 21 mars 2009, deux ans après la date initiale de fin des travaux, retard engendré notamment par la nature des sols.

## Structure
L'ouvrage en béton est divisé en trois travées mesurant respectivement 70, 120 et 70 mètres. Le tablier, posé à 20 mètres au-dessus du niveau de la mer, est retenu par deux tours d'une hauteur de 45 mètres. D'une largeur de 23,5 mètres, il est divisé en deux voies mesurant 3,5 mètres chacune, de deux bandes d'arrêt d'urgence mesurant deux mètres chacune et d'un terre-plein central mesurant 2,5 mètres.
Deux ouvrages d'accès ont été aménagés : l'échangeur au nord est constitué de caissons courbes multiples coulés sur cintre et le pont au sud est constitué de poutres préfabriquées précontraintes. L'échangeur, qui connecte le pont et la voie express Tunis-La Goulette, comprend quatre ponts et plusieurs bretelles ; il constitue la partie la plus coûteuse du projet puisqu'il représente 42 % du coût global et a nécessité le remblaiement de 25 hectares sur le lac (400 000 m2 de remblais).

## Environnement
Une route à double voie de 2,6 kilomètres de long relie le pont à la route régionale RR33, du côté de Radès, et une route à double voie de 6,5 kilomètres de long le relie à la voie rapide La Marsa-Gammarth.